# Subtraktiv spektralfarve
En subtraktiv spektralfarve er en farve, stof har, og som ikke er iblandet hvid eller sort. Farverne er, som beskrevet i Johannes Ittens farvecirkel, primærfarverne cyan, magenta og gul samt de farver, der opnås, når to af primærfarverne blandes. Blandes alle tre primærfarver fås den akromatiske farve sort eller en brækket farve alt afhængig af blandingsforholdet. Farver, der fås ved at blande to primærfarver i perfekte forhold, kaldes sekundærfarver og er grøn, orange og violet. Resten af spektralfarverne kaldes tertiærfarver.